# إيه دي إم إي
إيه دي إم إي وهي مختصر إنجليزي لـ امتصاص وتوزيع وتمثيل الغذاء وإفرازه (بالإنجليزية: absorption, distribution, metabolism, and excretion (ADME ))‏ , في علم الصيدلة و الحركيات الدوائية لوصف عمليات الامتصاص و التوزيع، و التمثيل الغذائي ، والإخراج أو الإفراز , كما يصف تنظيم الدواء في داخل جسم الكائن الحي. المعايير الأربعة تؤثر على مستوى الدواء في الدم وحركيته داخل الجسم حال تعرضه للأنسجة وبالتالي تؤثرعلى أداء الدواء ونشاطه داخل الجسم الحي.

## عناصر الحركية الدوائية

### الامتصاص
لكي يصل أي مركب كميائي إلى الأنسجة الخلويه للجسم الحي لا بد له من أن يصل إلى الدم أولاً وذلك عن طريق امتصاصه من الغشاء المخاطي لجدار الجهار المعوي ومن ثم يُحمل من قبل خلايا خاصه. هناك عدة عوامل تؤثر على مستوى وصول الدواء للدم مثل انحلالية المركب الكيميائي، مدة الإفراغ المعوي وهو الوقت الذي تحتاجه المعدة لعبور محتواها إلى الاثنا عشر، استقرار المركب الكيميائي في المعدة وقابلية المركب للنفاذ واختراق الجدار امعوي. جميع هذه العوامل تتحكم في كمية الدواء النافذة للدم بعد تعاطيه عن طريق الفم. الامتصاص هو العمال الرئيسي في تحديد التوافر حيوي. الادوية ذات الامتصاص السيء لا تعطى عن طريق الفم وفي هذه الحالة يستخدم العلاج عن طريق الوريد أو الحقن العضلي أو التنبيب الأنفي المعدي وغيرها.

## اقرأ أيضًا
- توافر بيولوجي
- علم الصيدلة
- مصورة
- معلوماتية كيميائية